# NGC 784
NGC 784 é uma galáxia espiral barrada (SBd) localizada na direcção da constelação de Triangulum. Possui uma declinação de +28° 50' 17" e uma ascensão recta de 2 horas, 1 minutos e 17,1 segundos.
A galáxia NGC 784 foi descoberta em 20 de Setembro de 1865 por Heinrich Louis d'Arrest.